# Lea Wermelin
Lea Wermelin (født 10. maj 1985) er en dansk politiker og tidligere miljøminister. Wermelin er folketingsmedlem for Socialdemokratiet valgt i Bornholms Storkreds ved valget i 2015 og genvalgt i 2019 og 2022. Hun var miljøminister i Regeringen Mette Frederiksen I fra 27. juni 2019 til 15. december 2022.

## Baggrund
Lea Wermelin er født i Rønne og opvokset på Bornholm som datter af folkeskolelærer Hans Wermelin og sygeplejerske Bodil Wermelin. Hun gik på Bornholms Gymnasium fra 2001 til 2004 og blev cand.scient.pol. fra Københavns Universitet. Wermelin har arbejdet som lærervikar på Søndermarksskolen på Frederiksberg fra 2004 til 2005 og som studentermedhjælper i Udenrigsministeriet fra 2008 til 2010. Har desuden været i praktik hos Mellemfolkeligt Samvirke (2008) og DR (2010). Hos Mellemfolkeligt Samvirke arbejdede hun med udvikling af lokaldemokrati i Tanzania, mens hun i DR var tilknyttet tv-programmet Deadline som planlægger. Wermelin bor i København, men efter at være blevet kritiseret under folketingsvalgkampen i 2015 har hun også hus i Sandvig på Bornholm, hvor hun bor i weekenderne.

## Politiske karriere
I 2014 overtog Wermelin, 29 år gammel, Socialdemokraternes spidskandidatur fra Jeppe Kofod, efter hun havde vundet en urafstemning, hvor Claus Larsen-Jensen var modkandidat.
Ved folketingsvalget 2015 fik hun 3.951 personlige stemmer og sikrede partiet det ene af Bornholms to kredsmandater. Hendes suppleanter blev Claus Larsen-Jensen og Lars Goldschmidt. Ved valget i 2019 øgede hun sit stemmetal til 5.059.